# 吉爾福德座堂
吉爾福德座堂（英語：The Cathedral Church of the Holy Spirit, Guildford）是位於英國英格蘭薩里郡吉爾福德的一座英格蘭聖公會的座堂。教堂於1936年開始修建，中途因二戰停工，直到1961年才竣工。教堂全年免費對公眾開放。

## 外部連結
- Official website （页面存档备份，存于）
- A history of the choristers of Guildford Cathedral
- Seeds of Hope Children's Garden （页面存档备份，存于）